# علاقات الولايات المتحدة الخارجية
لدى الولايات المتحدة علاقات دبلوماسية رسمية مع معظم الدول. ويشمل ذلك جميع أعضاء الأمم المتحدة والدول المراقبة باستثناء بوتان وإيران وكوريا الشمالية وسوريا، ودولة فلسطين المراقبة في الأمم المتحدة، والتي لا تعترف الولايات المتحدة بآخرها. بالإضافة إلى ذلك، تقيم الولايات المتحدة علاقات دبلوماسية مع كوسوفو والاتحاد الأوروبي.

العلاقات الدبلوماسية للولايات المتحدة
الولايات المتحدة
الدول التي تقيم علاقات دبلوماسية مع الولايات المتحدة
الدول التي ليس لديها علاقات دبلوماسية مع الولايات المتحدة
المناطق المتنازع عليها
القارة القطبية الجنوبية